# Geocrinia lutea
Geocrinia lutea là một loài ếch trong họ Myobatrachidae họ. Đôi khi nó được đặt tên theo các thị xã gần đó, như ếch Nornalup hay ếch Walpole. Chúng là loài đặc hữu của Tây Bắc Úc. Loài này đang bị đe dọa do mất môi trường sống. Bề ngoài và sinh học giống loài Geocrinia rosea.